# Pit (zaad)

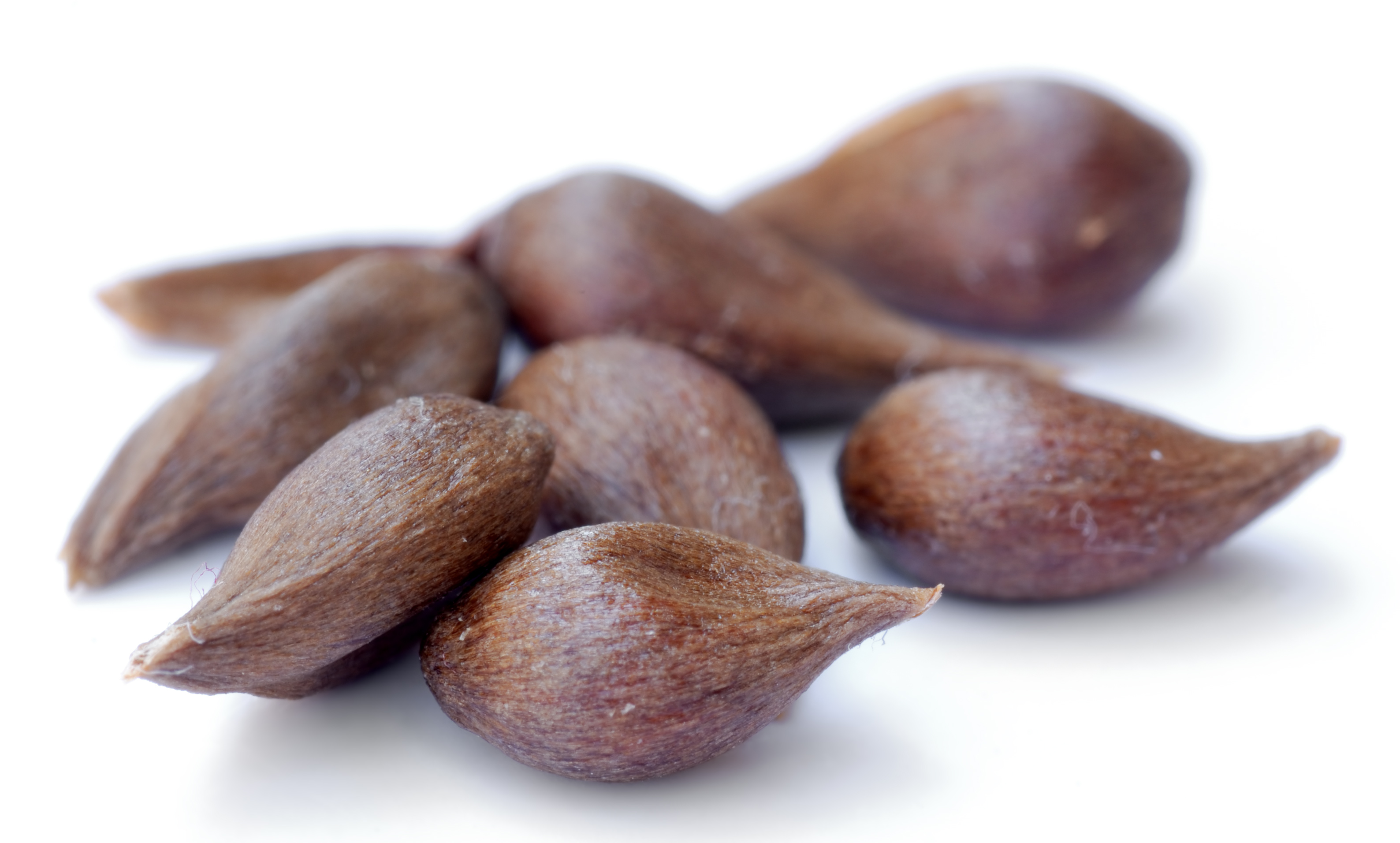
Pitten van een appel

Een pit zit in het binnenste van diverse pitvruchten, zoals bij de appel en de peer. In de pit zit het eigenlijke zaad. De wand van de pit wordt gevormd door het endocarp.
Bij steenvruchten wordt ook van een pit gesproken, alhoewel dat botanisch gezien onjuist is. De stenige wand van een steenvrucht wordt ook gevormd door het endocarp. Enkele voorbeelden van steenvruchten zijn een kersenpit, pruimenpit of die van de bramenpitjes.
De functie van de pit of steen is het zorgdragen voor de verspreiding van de zaden. Vogels die de vruchten opeten, eten soms ook de pit op, die vervolgens in de ontlasting terechtkomt. Als de ontlasting in de grond komt, kan uit het zaad een nieuwe vruchtboom ontstaan.
Wanneer vogels de pit niet mee opeten, valt deze op de grond, waar hij, als de omstandigheden daar geschikt voor zijn, eveneens tot een nieuwe boom kan uitgroeien.
Het komt weinig voor, dat uit de pitten, die met de rijpe vrucht waarin ze zitten van de boom afgevallen zijn, onder of vlak bij die boom nieuwe bomen groeien. De omstandigheden zijn daar niet geschikt voor, want op die plek staat al een boom.
Mensen eten vruchtpitten meestal niet op. Uitzonderingen op deze regel zijn zonnebloempitten, pijnboompitten en nog een aantal andere soorten pitten; deze bevatten vrijwel allemaal veel onverzadigd vet.
Van een aantal vruchten worden ook wel pitloze varianten gekweekt.